# Limón de San Lucas del Maíz
Limón de San Lucas del Maíz är en ort i kommunen Tejupilco i delstaten Mexiko i Mexiko. Samhället hade 540 invånare vid folkräkningen 2020.